# زواج المثليين في غيريرو
زواج المثليين غير قانوني في الولاية المكسيكية غيريرو. بعد أن دخل حكم محكمة العدل العليا في الأمة حيز التنفيذ في 22 يونيو، والذي قضى بأن حظر زواج المثليين غير دستوري، بدأ المسؤولون في غيريرو الإعلان عن خطط لعقد حفلات زواج المثليين جماعية. قدم الحاكم روغيليو أورتيغا مارتينيز مشروع قانون لتشريع زواج المثليين إلى الكونغرس في 7 يوليو 2015 وأمر الوكالات المدنية بالموافقة على تراخيص زواج المثليين. أعرب المشرعون عن أسفهم لأنهم كانوا يفضلون إقرار مشروع القانون قبل عقد حالات الزواج، لكن بالنظر إلى المهلة الزمنية المقدمة، كان ذلك غير مرجح. في 10 يوليو 2015، تزوج 20 من الأزواج المثليين من قبل الحاكم في أكابولكو.
تقنين زواج المثليين ليس شاملا في كل الولاية. إذ تصدر عدة بلديات تراخيص زواج المثليين، بينما تختار بلديات أخرى عدم القيام بذلك.

## تاريخ

### التشريعات
تمت منلقشة مشروع قانون للاتحاد المدني في غيريرو في عام 2009، ولكن توقف مشروع القانون ولم يتقدم.
في عام 2014، بدأت منظمات حقوق المثليين في الضغط على كونغرس غيريرو للموافقة على زواج المثليين وتبني المثليين للأطفال.
في 7 يوليو 2015، قدم حاكم الولاية مشروع قانون زواج المثليين إلى الكونغرس. في 20 مايو 2016، أعلن نائب رئيس الحزب الثوري المؤسساتي فيكاريو كاستريخون أن مشروع القانون كان على جدول أعمال الكونغرس. ومع ذلك، لم يتم التصويت عليه بعد.
أسفرت انتخابات يوليو 2018 عن فوز حركة التجديد الوطنية، وهو حزب مؤيد لزواج المثليين، بأغلبية المقاعد التشريعية في كونغرس غيريرو. في يناير 2019، بدأت لجنة العدل بالولاية في تحليل مبادرة لتقنين زواج المثليين.

### الأوامر القضائية
تم الإعلان عن أول حالة لزواج المثليين في غيريرو في 28 سبتمبر 2013، لكنها لم يتم عقدها بالفعل حتى 5 يونيو 2014 في بلدة تيلولوابان، والتي عقدها رئيس البلدية إغناسيو فالاداريس. وافق فالاداريس على طلب الزوجين للحصول على رخصة زواج بناءً على حكم محكمة العدل العليا الصادر عام 2012 بأن حظر زواج المثليين غير دستوري. ومع ذلك، فإن قانون غيريرو المدني لم يسمح بزواج المثليين. أعلن المحامون في الولاية أن الزواج كان غير قانوني وباطلاً وأشاروا إلى أنه يمكن محاكمة رئيس البلدية.
في 20 كانون الأول/ديسمبر 2014، أقيم حفل زواج مثلي في مدينة تشيلابا دي ألفاريز رغم أن الزواج المثلي المدني قد تم في إيزتابالابا في مدينة مكسيكو. أعرب الزوجان عن شعورهما بأنه من المهم بالنسبة لهما أن يكون لهما احتفال كامل مع الخواتم من رفقائهما، وعود الزواج، ونخب مع أصدقائهم وعائلاتهم في المدينة التي يعيشون ويعملون فيها، لمساعدة الأزواج المثليين على كسب قبول المجتمع.

### القرار التنفيذي
في 25 يونيو 2015، عقب قرار المحكمة العليا بإلغاء حظر زواج المثليين في الولايات "وفقًا للفقه القانوني"، أعلن مسجل مدني في غيريرو أنهم خططوا لحفل زواج المثليين جماعي في 10 يوليو 2015 وأشار إلى أنه يجب أن يكون هناك تغيير في القانون للسماح بزواج المحايد جندرياً، الذي يتم تمريره من خلال كونغرس الولاية قبل البدء الرسمي. أعلن السجل عن مزيد من التفاصيل عن خطته، مع العلم أن مكاتب التسجيل المختارة فقط في الولاية ستكون قادرة على المشاركة في حدث الزواج الجماعي. أصدر الحاكم تعليمات إلى الوكالات المدنية بالموافقة على تراخيص زواج المثليين. في 10 يوليو 2015، تزوج 20 من الأزواج المثليين من قبل الحاكم روغيليو أورتيغا في أكابولكو.
في 12 يوليو 2015، أعلن السجل المدني لبلدية تيكبان دي غاليانا أن مكاتب التسجيل المدني في تلك البلدية التي يمكنها قبول طلبات زواج المثليين هي تيكبان (التي هي مقر البلدية)، مدينة سان لويس دي لا لوما، بلدة تينيخبا وبابانوا.
في 13 يناير 2016، ادعى رئيس السجل المدني في أكابولكو أن 20 زواجًا من نفس الجنس وقعت في 10 يوليو 2015 في أكابولكو كانت باطلة، حيث لا يوجد قانون يسمح بزواج المثليين في الولاية. في 13 فبراير 2016، أي قبل يوم واحد من التخطيط لحفلات الزفاف المثلية في عيد الحب على مستوى الولاية، أعلن رئيس إدارة السجل المدني في ولاية غيريرو أن الأزواج المثليين يمكن أن يتزوجوا في أي من البلديات التي ترغب في تزويج الأزواج المثليين وانتقد السجل المدني في أكابولكو والسجلات المدنية الأخرى في جميع أنحاء الولاية لعدم السماح بعقد زواج المثليين. صرح رئيس القسم بأن زواج المثليين الذي يتم في غيريرو سيكون صحيحًا من الناحية القانونية.
تقوم بعض بلديات غيريرو مثل تشيلبانسينغو دي لوس برافو، تاكسكو دي ألاركون، تيكبان دي غاليانا وزيهواتانيجو دي أزويتا بعقد زواج المثليين، وترفض البعض الآخر مثل أكابولكو القيام بذلك.
في مارس 2016، بدأت منظمة لحقوق المثليين في الولاية عملية رفع دعاوى لجعل جميع البلديات تقوم بعقد زواج المثليين.

## إحصاءات الزواج
بحلول سبتمبر 2015، تم عقد ما يقرب من 60 حالة زواج المثليين في الولاية. وقع معظمهم في بلديات تشيلبانسينغو دي لوس برافو وأكابولكو (والتي تم عقدها من قبل الحاكم) وزيهواتانيجو دي أزويتا.

## الرأي العام
وجد استطلاع للرأي عام 2017 أجرته مؤسسة مجلس الاتصالات الاستراتيجية أن 50% من سكان غيريرو يؤيدون زواج المثليين. كان 46% يعارضون ذلك.
وفقًا لمسح أجرته في عام 2018 أجراه المعهد الوطني للإحصاء والجغرافيا، عارض 54% من سكان غيريرو زواج المثليين.